# Li Ruihuan

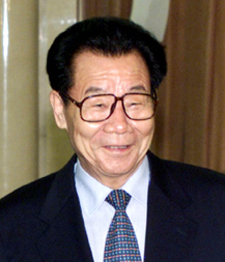
Li Ruihuan

Li Ruihuan (chiń. upr. 李瑞环; chiń. trad. 李瑞環; pinyin Lǐ Ruìhuán; ur. 1934 w Baodi) – chiński polityk i działacz państwowy.
W latach 1958–1963 studiował inżynierię lądową w Pekinie. W 1959 roku wstąpił do KPCh. W latach 1966–1971, w okresie rewolucji kulturalnej, represjonowany. W latach 1973–1979 członek zarządu Ogólnochińskiej Federacji Związków Zawodowych, następnie 1979-1981 wiceprzewodniczący Ogólnochińskiej Federacji Młodzieży.
W latach 1982–1984 i ponownie w latach 1987-1989 sekretarz Komitetu Miejskiego KPCh w Tianjinie, w latach 1987-1989 także burmistrz miasta. Zdobył sobie dużą popularność występami w transmitowanych na żywo programach radiowych i telewizyjnych, w trakcie których rozmawiał ze słuchaczami na temat aktualnych problemów lokalnej społeczności.
W latach 1982–2002 członek Komitetu Centralnego KPCh. Od 1993 do 2003 roku pełnił funkcję przewodniczącego Ludowej Politycznej Konferencji Konsultatywnej Chin. Postrzegany jako liberał, opowiadał się za reformami w partii i państwie, m.in. poprzez złagodzenie kontroli prasy. Był przeciwny prześladowaniom członków ruchu Falun Gong. Jego poglądy spowodowały konflikt z ekipą Jiang Zemina i przyczyniły się do odesłania Li na przymusową emeryturę polityczną w 2003 roku, mimo że typowany był powszechnie jako faworyt do objęcia stanowiska przewodniczącego Stałego Komitetu OZPL po Li Pengu.